# Tranque Sloman
El Tranque Sloman es una antigua represa hidroeléctrica localizada en el cauce del río Loa, en la comuna de María Elena, Chile, a 186 km al norte de Antofagasta. Fue construida por el empresario alemán Henry Sloman, con la finalidad de abastecer con energía eléctrica a las oficinas salitreras Buena Esperanza, Rica Aventura, Prosperidad, Grutas y Empresa.
Su construcción, que requirió unos doscientos obreros, se inició en 1905, finalizando las obras en 1911. La planta hidroeléctrica fue desmantelada en 1965, y el tranque en la actualidad regula el riego de los agricultores del valle de Quillagua. Fue declarada Monumento Nacional el 15 de enero de 1980.
Desde 1995 el Tranque Sloman, junto con el Tranque Santa Fe, se encuentra bajo la administración de la "Quiebra Isidoro Andía Luza" tramitada en el 11° Juzgado Civil de Santiago. Por falta de fondos el tranque quedaba sin el debido resguardo y se encuentra colmatado en su totalidad. A comienzos de 2017 se encuentra en venta por remate judicial.